# Mitilicultura
Mitilicultura (paraula derivada del llatí Mytilus, "Musclo") és l'especialització de l'aqüicultura que es dedica a la cria del musclo.
Actualment l'activitat musclaire de Catalunya es concentra al Delta de l'Ebre. A Galícia (d'on surt el 95% dels musclos d'Espanya) té el seu centre a les Ries Baixes.

## Espècies de musclo cultivades

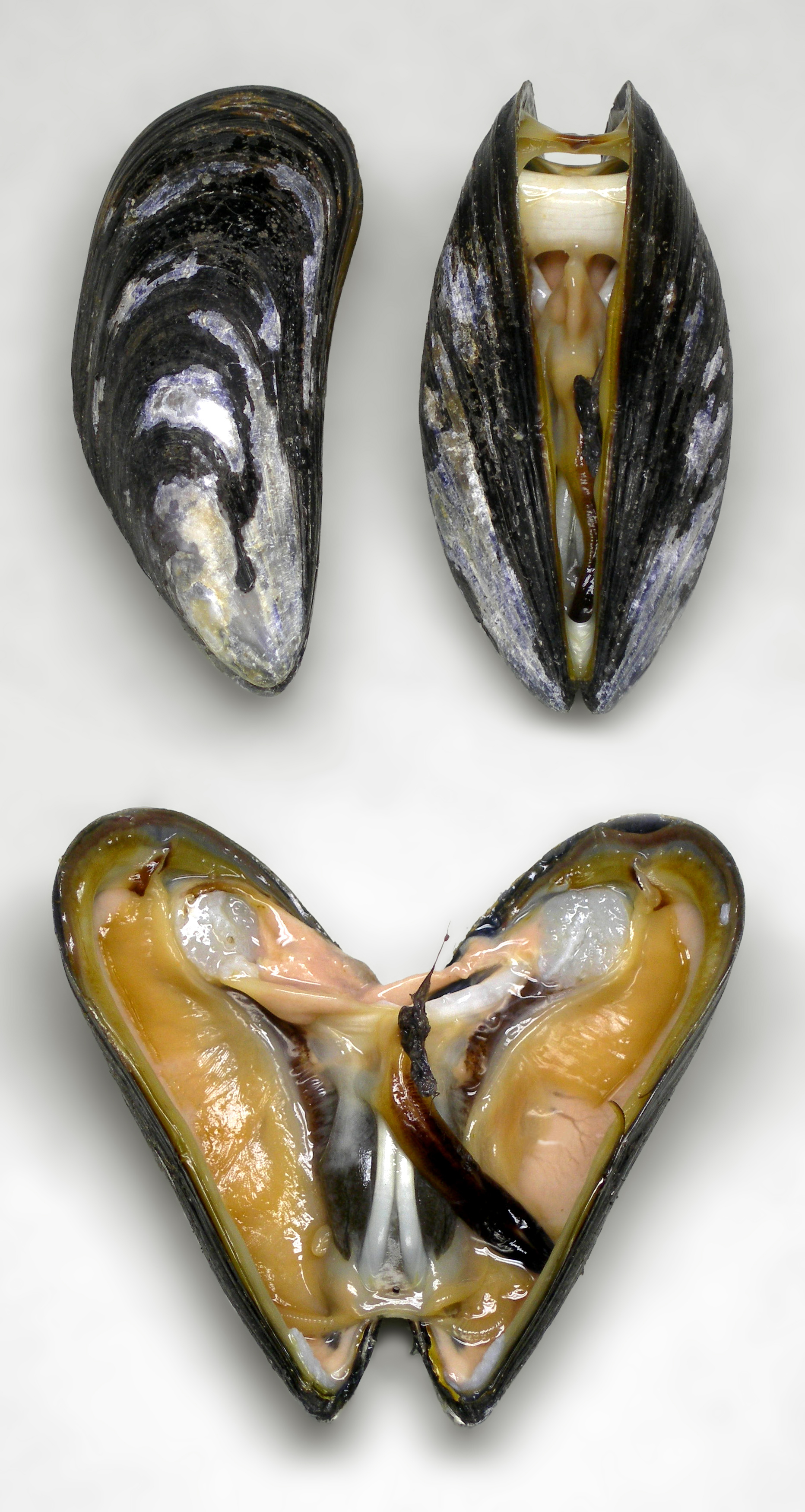
Mytilus edulis

- Mytilus edulis : a les costes de Bretanya i a tot el nord d'Europa,
- Mytilus galloprovincialis : costes mediterrànies d'Espanya i atlàntiques de Portugal i Galícia.

## Evolució històrica
No es van produir artificialment musclos fins a principis de segle xx quan es va observar que, quan aquests mol·luscs es fixaven ells mateixos als pals emprats per a assecar les xarxes, creixien més i més aviat que els que ho feien a les roques. Els primers intents de mitilicultura es van fer a França i d'allí passaren a Catalunya d'on es van exportar les tècniques a Galícia (amb els primers assajos cap a la dècada de 1930) i l'explotació comercial a partir de meitat del segle xx.. Al principi es clavaven uns pals a la sorra perquè s'hi enganxessin espontàniament els musclos petits però resultava un sistema molt poc productiu i va ser substituït, a Catalunya, per unes boies de les que penjaven unes cordes tan llargues com permetia la fondària del mar en aquell punt. Després, també a Catalunya, es va canviar el sistema per unes caixes grans que permetien un més gran nombre de cordes. La primera estructura d'aquest tipus es va instal·lar a Tarragona l'any 1901 i es va estendre a altres punts de la costa catalana. Una innovació important va ser la de fixar artificialment els musclos petits sense esperar que ho fessin ells sols.
A mitjan segle XX les caixes van ser substituïdes per barques velles que ja no servien per pescar o per al transport, i d'aquestes barques derivarien les superfícies flotants actuals que reben el nom gallec de batea i el català de musclera.

## Cultiu del musclo en la musclera
El procés té les següents fases:
- Obtenció de la llavor (musclo petit)
- Encordat
- Preengreixament o criança
- Desdoblament
- Engreixament
- Extracció per a ser comercialitzat

### Obtenció de la llavor
Normalment els musclos petits s'obtenen de les larves que, de manera natural, es fixen a les roques costaneres. El millor moment per a recollir-los és de novembre a febrer. En aquest moment fan al voltant d'un cm de longitud o menys. És menys usual fer servir els musclets que es formen en les mateixes muscleres artificials quan s'hi posen xarxes o cordes amb aquesta intenció.

### Encordat
Consisteix a envoltar una corda amb la llavor aproximadament amb 1,5 kg de musclo petit per metre de corda i a la vegada s'emboliquen amb una xarxa fina que es podreix i desapareix en pocs dies quan el musclo ja s'ha fixat..

### Preengreix
Els musclets s'alimenten del plàncton marí espontani. Es posen una tercera part de la capacitat de les cordes que pot tenir una musclera. Aquesta fase dura de 4 a 6 mesos i el musclo arriba a una mida de 4 a 5 cm.

### Desdoblament
Es treuen els musclos i es divideixen (desdoblen) fent de 2 a 3 cordes procedents d'una corda de preengreixament. A més ja queden esteses les cordes per tota la superfície de la musclera. Aquest procés es fa amb maquinària especial. S'acostuma a fer de juny a octubre.

### Engreixament
La densitat definitiva és d'uns 40 kg de musclo per corda, les quals tornen a penjar de la musclera perquè el musclo continuï creixent durant 6-8 mesos més.

### Recol·lecció
Quan el musclo arriba a la mida comercial (uns 8-10 cm) es fa l'extracció amb vaixells adaptats que recullen les cordes i les deixen a bord. En el vaixell es neteja la conquilla i es posen en sacs de malla per a portar-los al port.
Una vegada en el port els musclos, en cas de procedir de zones oficialment qualificades com contaminades, es sotmeten a un procés de depuració, els altres van directament al consumidor.

## Aspectes econòmics
Segons la FAO el 2004, la producció mundial de musclos amb aqüicultura arriba al milió i mig de tones anuals, de les que 600.000 tones corresponen a la Xina gran part de la producció d'aquest país es destina a alimentar aqüicultura de crustacis.
La Unió Europea, produeix unes 600.000 tones de les quals gairebé la meitat corresponen a Galícia.